# Pietarinsaari (ö i Finland, Norra Österbotten)
Pietarinsaari är en ö i Finland. Den ligger i sjön Puhosjärvi och i kommunen Pudasjärvi i den ekonomiska regionen  Oulunkaari  och landskapet Norra Österbotten, i den centrala delen av landet, 600 km norr om huvudstaden Helsingfors. Öns största längd är 0,7 kilometer i öst-västlig riktning.